# Under2 MOU
Das Under2 MOU ist eine gemeinsame Absichtserklärung (englisch memorandum of understanding) zwischen subnationalen Regierungen, die – geleitet von dem Prinzip, die Erderwärmung auf weniger als 2° C zu begrenzen – eine weitgehende Reduzierung von Treibhausgasemissionen zum Ziel hat. Die Absichtserklärung wurde erstmals von den zwölf Gründungsregionen am 19. Mai 2015 in Sacramento unterzeichnet.
Das Under2 MOU ging aus einer gemeinsamen Initiative der Regierungen von Kalifornien und Baden-Württemberg hervor. Von der UN-Klimakonferenz in Bonn 2017 bis April 2018 ist die Liste der Unterzeichner auf 205 angewachsen. Die Regionen repräsentieren 1,3 Milliarden Menschen und fast 40 % der Weltwirtschaft.

## Ziel und Inhalt
Unter Berufung auf den fünften Sachstandsbericht des IPCC hebt die Absichtserklärung die Risiken des gegenwärtigen Klimawandels und die wirtschaftlichen Chancen von Klimaschutzmaßnahmen hervor und verweist auf die erforderlichen internationalen Anstrengungen, die Menschheit und den Planten zu schützen sowie die Erderwärmung auf weniger als 2° C zu begrenzen. Die Unterzeichner der Erklärung erkennen an, dass dies für sie bedeutet, bis 2050 ihre Treibhausgasemissionen auf höchstens 2 Tonnen CO2 pro Kopf zu begrenzen und/oder sie im Vergleich zum Jahr 1990 um 85 – 90 % zu reduzieren.
Die Unterzeichner der Absichtserklärung verpflichten sich, in einem eigenen Anhang ihre jeweiligen Maßnahmen darzulegen, mit denen sie dieses Ziel erreichen möchten. Jede der Unterzeichner verpflichtet sich, den wissenschaftlichen Austausch zu unterstützen und die eigenen wissenschaftlichen Erkenntnisse und Errungenschaften zu teilen. Damit wird der Tatsache Rechnung getragen, dass die Unterzeichner verschiedene Zuständigkeiten in der Ausgestaltung der Klimaschutzpolitik haben. Um zu überprüfen, ob die Methoden Erfolg haben, findet ein regelmäßiges Monitoring und Austausch statt.
Die Absichtserklärung wurde auf der Weltklimakonferenz in Paris 2015 vorgestellt.

## Hintergründe
Die UN-Weltklimakonferenzen waren in der Vergangenheit dominiert von den Vertragsstaaten; die unterstaatliche Ebene hatte hingegen keine aktive Rolle inne.
Eine wachsende Zahl von Ländern, Regionen und Kommunen war allerdings mit dieser inaktiven Rolle nicht zufrieden und suchte neue Wege, um sich unterhalb der staatlichen Ebene aktiv in der internationalen Klimaschutzpolitik zu engagieren.
Entwickelt wurde die Idee des Under2MoU nach einem Treffen des baden-württembergischen Umwelt- und Energieministers Franz Untersteller mit dem kalifornischen Gouverneur Jerry Brown. Am 15. Mai 2015 erfolgte in Sacramento durch Ministerpräsident Winfried Kretschmann, Gouverneur Jerry Brown und den Regierungschefs von zehn weiteren Regionen die Erstunterzeichnung.
Zuvor war insbesondere das Cities for Climate Programme eine Möglichkeit für Städte, sich zum Klimaschutz zu bekennen. 2010 hatte die Initiative etwa 700 Mitglieder, die sich unter anderem dazu verpflichteten, ihre Maßnahmen zur Verringerung von Treibhausgasemissionen darzulegen.
Eine weitere Möglichkeit ist der Climate Action Plan, der von einigen subnationalen Regierungen entwickelt wurde, um die Menge der Treibhausgasemissionen, die von den Unterzeichnern produziert wird, zu identifizieren und zu reduzieren. Dies zielte darauf ab, mehr Transparenz und langfristige Strategien zu entwickeln.
Die Unterzeichner des Under2 MOU hängen ihre Aktionspläne an das MOU an. Auf diese Weise haben einige Städte und Regionen erstmals einen Plan zur Reduzierung von Treibhausgasen vorgelegt. Sie sind auf der Internetseite veröffentlicht.
Der wesentliche Unterschied der Absichtserklärung Under2MoU und einer internationalen Vereinbarung ist die fehlende Bindungswirkung des MOU. Die Unterzeichner verpflichten sich nur sich selbst gegenüber.

## Entwicklung
Auf der Grundlage der gemeinsamen Absichtserklärung Under2MOU hat sich diese Klimaschutzinitiative zu einer Vereinigung weiterentwickelt. Diese Vereinigung nennt sich „Under2Coalition“. Die Mitglieder treten bei Fragen des Klimaschutzes geschlossen auf und haben aufgrund ihrer großen Zahl an Mitgliedern eine wichtige Rolle im regionalen, aber auch internationalen Klimaschutz inne. Die Organisation The Climate Group mit Sitz in London handelt als Sekretariat.
Von den deutschsprachigen Regionen der Schweiz sind die nachfolgenden Kantone beigetreten:
1. Kanton Basel-Stadt
2. Kanton Basel-Landschaft

Aus Deutschland und Österreich sind die folgenden Bundesländer dabei:
1. Niederösterreich
2. Baden-Württemberg
3. Bayern
4. Hessen
5. Niedersachsen
6. Nordrhein-Westfalen
7. Rheinland-Pfalz
8. Schleswig-Holstein
9. Thüringen
10. Oberösterreich (seit 24. Mai 2019)

## Weblink
- Internetseite der Under2Coalition